# Zanclognatha martha
Zanclognatha martha là một loài bướm đêm thuộc họ Noctuidae. Nó được tìm thấy ở Ohio tới Maine, phía nam ở vùng núi tới North Carolina và along the Coastal Plain tới Texas.
Sải cánh dài khoảng 25 mm. There is one generation in Connecticut và Missouri và two generations in the south.
Ấu trùng ăn detritus.